# Circondario di Aschaffenburg
Il circondario di Aschaffenburg è uno dei circondari dello stato tedesco della Baviera.
Fa parte del distretto governativo della Bassa Franconia

## Città e comuni
(Abitanti il 31 dicembre 2023)
| Comuni del circondario | Città 1. Alzenau (18 787) | Comuni 1. Bessenbach (5 609) 2. Blankenbach (1 528) 3. Dammbach (1 942) 4. Geiselbach (2 138) 5. Glattbach (3 420) 6. Goldbach (10 300) 7. Großostheim (16 388) 8. Haibach (8 628) 9. Heigenbrücken (2 288) 10. Heimbuchenthal (2 218) 11. Heinrichsthal (824) 12. Hösbach (13 323) 13. Johannesberg (3 994) 14. Kahl am Main (8 403) 15. Karlstein am Main (8 125) 16. Kleinkahl (1 883) 17. Kleinostheim (8 431) 18. Krombach (2 121) 19. Laufach (5 308) 20. Mainaschaff (9 112) 21. Mespelbrunn (2 283) 22. Mömbris (11 564) 23. Rothenbuch (1 744) 24. Sailauf (3 565) 25. Schöllkrippen (4 338) 26. Sommerkahl (1 307) 27. Stockstadt am Main (8 203) 28. Waldaschaff (4 308) 29. Weibersbrunn (1 942) 30. Westerngrund (1 990) 31. Wiesen (1 042) |